# Angel of Retribution
Albums de Judas Priest
Metalogy
(2004) The Essential Judas Priest
(2006)
Angel of Retribution est le quinzième album studio de Judas Priest. Il s'agit de l'album qui scella le retour de Rob Halford au sein du groupe britannique. Avec une durée de presque 13:30 minutes, Lochness est le morceau le plus long que Judas Priest ait écrit.

## Liste des titres
Toutes les pistes sont écrites par Rob Halford, K. K. Downing et Glenn Tipton, sauf indication contraire.
1. "Judas Rising" – 3:52
2. "Deal with the Devil" (Halford, Downing, Tipton, Roy Z) – 3:54
3. "Revolution" – 4:42
4. "Worth Fighting For" – 4:17
5. "Demonizer" – 4:35
6. "Wheels of Fire" – 3:41
7. "Angel" – 4:23
8. "Hellrider" – 6:06
9. "Eulogy" – 2:54
10. "Lochness" – 13:28

## Composition du groupe
- Rob Halford : Chants
- K. K. Downing : Guitare
- Glenn Tipton : Guitare
- Ian Hill : Basse
- Scott Travis : Batterie